# Birdbrook
Birdbrook – wieś w Anglii, w hrabstwie Essex, w dystrykcie Braintree. Leży 35 km na północ od miasta Chelmsford i 74 km na północny wschód od Londynu. W 2001 miejscowość liczyła 369 mieszkańców.